# Оливейра, Нелсон де
Нелсон де Оливейра (порт.-браз. Nelson de Oliveira; род. 16 августа 1966, Гуаира) — бразильский писатель

, филолог и эссеист.

## Биография
Доктор филологии Университета Сан-Паулу. Составитель нескольких антологий бразильской новеллистики 1990-х годов. Активно печатается в газетной и журнальной периодике. Автор книг для детей и юношества (под псевдонимом Luiz Bras).

## Произведения

### Новеллы
- Os saltitantes seres da Lua (1997)
- Naquela época tínhamos um gato (1998)
- O filho do crucificado (2001, премия Ассоциации литературных критиков Сан-Паулу)
- Pequeno dicionário de percevejos (2004)
- Sólidos Gozosos, Solidões Geométricas (2004)
- Algum Lugar em Parte Alguma (2005)
- Ódio sustenido (2007)

### Романы
- Subsolo Infinito (2000)
- A Maldição do Macho (2002)
- O oitavo dia da semana (2005)
- Babel Babilonia (2007)
- Poeira: demônios & maldições (2010)

### Эссе
- Verdades Provisórias  (2003)
- Oficina do escritor: sobre ler, escrever e publicar (2008)
- Axis Mundo: o jogo das forças na lírica portuguesa contemporânea (2009)

## Признание
Премия Casa de las Americas (Куба, 1995, 2011,  Архивная копия от 9 мая 2011 на Wayback Machine), премия Клариси Лиспектор (2007) и др. Произведения Оливейры переведены на испанский язык, выходили отдельными книгами на Кубе и в Мексике.